# Río Rapel (vattendrag i Región de Coquimbo)
Río Rapel är ett vattendrag i Chile.   Det ligger i regionen Región de Coquimbo, i den centrala delen av landet, 300 km norr om huvudstaden Santiago de Chile.
Omgivningen kring  Río Rapel är i huvudsak ett öppet busklandskap. Området är glesbefolkat, med 8 invånare per kvadratkilometer.